# De Beque
De Beque is een plaats (town) in de Amerikaanse staat Colorado, en valt bestuurlijk gezien onder Mesa County.

## Demografie
Bij de volkstelling in 2000 werd het aantal inwoners vastgesteld op 451.
In 2006 is het aantal inwoners door het United States Census Bureau geschat op 481, een stijging van 30 (6.7%).

## Geografie
Volgens het United States Census Bureau beslaat de plaats een oppervlakte van
0,9 km², waarvan 0,8 km² land en 0,1 km² water. De Beque ligt op ongeveer 1509 m boven zeeniveau.

## Plaatsen in de nabije omgeving
De onderstaande figuur toont nabijgelegen plaatsen in een straal van 40 km rond De Beque.